# Hans Joachim Bremermann
Hans Joachim Bremermann, nemško-ameriški matematik in biofizik, * 14. september 1926, Bremen, † 21. februar 1996, Berkeley, Kalifornija, Združene države Amerike.
Bremermann je raziskoval na področju računalništva in evolucijske biologije (evolucije). Uvedel je zamisli kako parjenje tvori nove genske kombinacije. Po njem imenovana meja je največja računska hitrost samovsebujočega sistema v snovnem vesolju.

## Življenje in delo
Rodil se je staršema Bernardu Bremermannu in Berti Wicke. Poučeval je na Univerzi Kalifornije v Berkeleyju matematiko in biofiziko, kjer je postal redni profesor leta 1966.
Doktorsko je študiral na Univerzi v Münstru, kjer je opravil državni izpit (Staatsexamen) iz matematike in fizike leta 1951. Istega leta je doktoriral z disertacijo Die Charakterisierung von Regularitätsgebieten durch pseudokonvexe Funktionen. Postal je strokovnjak na področju kompleksne analize. Ta je bila posebni primer Levijevega problema. Leta 1952 je odšel v ZDA kot raziskovalni sodelavec na Univerzo Stanford. Leta 1953 je postal raziskovalni profesor na Univerzi Harvard. 
16. maja 1952 se je poročil z Mario Isabel Lopez Perez-Ojeda, profesorico romanskih jezikov in literature. Med letoma 1954 in 1955 se je vrnil v Münster. Po vrnitvi v ZDA je bil med letoma 1955 in 1957 na Inštitut za višji študij v Princetonu. Za leto 1957–58 je bil docent na Univerzi Washingtona v Seattleu.
Russel W. Anderson je zapisal:
[Bremermann] je nadaljeval z razvojem matematičnega modeliranja kot orodja za razumevanje kompleksnih (še posebej) bioloških sistemov do konca svojega življenja. Njegovo intelektualno popotovanje je označevalo njegov briljanten vpogled in predvidevanje.
Leta 1978 je imel niz predavanj z naslovom Kaj fiziki delajo (»What Physicists Do«) na Državni univerzi Sonoma in obravnaval fizikalne omejitve do matematičnega razumevanja fizikalnih in bioloških sistemov.
Nadaljeval je delo na področju matematične biologije v 1980-ih z modeli o parazitih in boleznih, nevronskih mrežah in epidemiologiji aidsa, ter patologiji. Leta 1991 se je na berkleyjski univerzi upokojil. V letu 1995 je nekaj njegovih nekdanjih študentov in sodelavcev izdalo zbornik (festschrift) s kratkim življenjepisom in 13-imi znanstvenimi članki kot posebno izdajo revije BioSystems.